# Stephen Vincent Benét

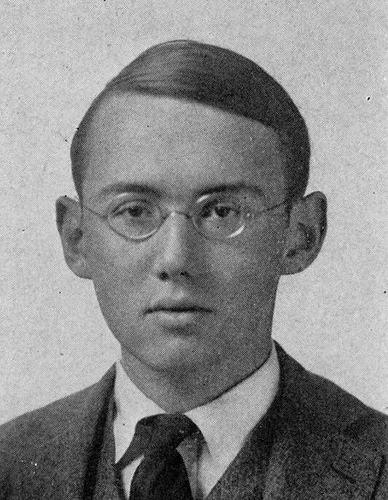
Stephen Vincent Benét (1919)

Stephen Vincent Benét (* 22. Juli 1898 in Bethlehem, Pennsylvania; † 13. März 1943 in New York) war ein US-amerikanischer Schriftsteller.

## Leben und Werk
Benét stammte aus einer Familie von Militärs, die seit Generationen aktiven Heeresdienst geleistet hatte. Entsprechend patriotisch war daher deren Einstellung, auch wenn sich die Jungen der Literatur statt dem Heer widmeten. Neben Stephen Vincent Benét waren auch sein Bruder William Rose Benét, seine Schwester Laura, seine Frau Rosemary Carr und seine Schwägerin Elinor Wylie Schriftsteller.
Benét studierte in Kalifornien, an der Yale University und der Sorbonne in Paris. Damals veröffentlichte er bereits seine ersten Gedichte. Er erhielt ein Guggenheim-Stipendium, das ihm ermöglichte, ein langes Epos über den amerikanischen Bürgerkrieg zu verfassen, John Brown's Body (1928). Dieses Werk, das in Amerika großes Ansehen erlangte, trug Benét ein nochmaliges Guggenheim-Stipendium und 1929 den Pulitzer-Preis ein. 1929 wurde er in die American Academy of Arts and Letters und 1931 in die American Academy of Arts and Sciences gewählt. Benét wurde drei Mal mit dem O.-Henry-Preis für Kurzgeschichten ausgezeichnet: 1932 für An End to Dreams, 1937 für The Devil and Daniel Webster und 1940 für Freedom’s a Hard-Bought Thing. In den dreißiger Jahren war Benét als literarischer Mitarbeiter (Sekretär) für Karl Gustav Vollmoeller in den USA tätig. Vollmoeller übernahm Benét von David Wark Griffith, für den dieser Filmdrehbücher geschrieben hatte.
Benét erhielt 1944 postum erneut den Pulitzer-Preis für das unvollendete Vers-Epos Western Star. Der Teufel und Daniel Webster (The Devil and Daniel Webster) wurde zu einer der bekanntesten amerikanischen Erzählungen. William Dieterle verfilmte sie 1941 unter dem Titel All That Money Can Buy (dt.: Der Teufel und Daniel Webster) mit Walter Huston und Edward Arnold, und eine Simpsons-Episode mit dem Titel Homer Simpson and the Devil (1993) zeugt vom ungebrochenen Bekanntheitsgrad der Geschichte.
Durch die oft phantastische Thematik seiner Werke hatte er auch Einfluss auf die Science-Fiction und erscheint daher in entsprechenden Referenzwerken und Anthologien.

## Werke
- Five Men and Pompey, 1915
- The Drug-Shop, or, Endymion in Edmonstoun (Yale University Prize Poem), 1917
- Young Adventure, 1918
- Heavens and Earth, 1920
- The Beginnings of Wisdom, 1921 (Erzählung)
- Young People's Pride, 1922
- Jean Huguenot, 1923
- The Ballad of William Sycamore, 1923
- King David, 1923
- zusammen mit John Farrar: Nerves, 1924
- zusammen mit John Farrar: That Awful Mrs. Eaton, 1924
- Tiger Joy, 1925
- The Mountain Whippoorwill: How Hill-Billy Jim Won the Great Fiddler's Prize, 1925
- Spanish Bayonet, 1926
- John Brown's Body, 1928 (dt. Er war ein Stein. Eine amerikanische Iliade. Amandus, Wien 1962) – Dramatisierung durch Charles Laughton 1953
- The Barefoot Saint, 1929
- The Litter of Rose Leaves, 1930
- zusammen mit Gerrit Lloyd: Abraham Lincoln, 1930 (Drehbuch)
- Ballads and Poems, 1915–1930, 1931
- zusammen mit Rosemary Carr Benét: A Book of Americans, 1933 (dt. Ein Buch über Amerikaner, Wien 1955)
- James Shore's Daughter, 1934
- The Burning City, 1936 (Gedichte; enthält Litany for Dictatorships)
- The Magic of Poetry and the Poet's Art, 1936
- By the Waters of Babylon, 1937 (dt. An den Wassern von Babylon, München 1948)
- The Headless Horseman, 1937
- Thirteen O'Clock, 1937 (Erzählungen, darin By the Waters of Babylon, The Devil and Daniel Webster) – Vertonung: D. Moore, Oper 1939
- Johnny Pye and the Fool Killer, 1938 (dt. Johnny Pye und der Narrenfänger, München 1948)
- Tales Before Midnight, 1939
- The Ballad of the Duke's Mercy, 1939
- Nightmare at Noon, 1940
- Elementals, 1940–41 (Radio)
- Freedom's Hard-Bought Thing, 1941 (Radio)
- Listen to the People, 1941
- A Summons to the Free, 1941
- zusammen mit Adelaide Heilbron, Sheridan Gibney: Cheers for Miss Bishop, 1941 (Drehbuch)
- Famous (Kurzgeschichte), verfilmt unter dem Titel Nur für Dich
- Spanish Bayonet, 1942 (Roman)
- Selected Works, 1942 (2 Bände; Band 1: Gedichte, Band 2: Prosa)
- Short Stories, 1942
- Nightmare at Noon, 1942 (in The Treasury Star Parade)
- A Child is Born, 1942 (Radio)
- They Burned the Books, 1942 (Radio)
- As it Was in the Beginning (dt. Es ist alles ein Anfang, Ebenhausen bei München 1956)

postum veröffentlicht:
- Western Star, 1943 (unvollendet)
- Twenty-Five Short Stories, 1943 (Erzählungen; darin By the Waters of Babylon, The Devil and Daniel Webster; dt. Daniel Webster und die Seeschlange. Erzählungen, München 1948)
- America, 1944 (dt. Amerika, New York 1945)
- O'Halloran's Luck and Other Short Stories, 1944
- We Stand United, 1945 (Radio-Texte)
- The Bishop's Beggar, 1946 (Erzählung; dt. Des Bischofs Bettler, Wiesbaden 1953)
- The Last Circle, 1946 (Gedichte und Erzählungen)
- Selected Stories, 1947
- From the Earth to the Moon, 1958
- Good Picker (Erzählungen; dt. Die gute Wahl. 6 Stories, München 1959)

## Verfilmungen
- 1941: Der Teufel und Daniel Webster (All That Money Can Buy)
- 1954: Eine Braut für sieben Brüder (Seven Brides for Seven Brothers)
- 2003: Shortcut to Happiness – Der Teufel steckt im Detail (The Devil and Daniel Webster)

## Vertonung
- 2003:  Den Namen Mensch tragen, nach dem Gebet der Vereinten Nationen, Oratorium in 5 Bildern, Komposition Thomas Erich Killinger